# Koo Ja-cheol
Dans ce nom coréen, le nom de famille, Koo, précède le nom personnel.
Koo Ja-cheol (en coréen : 구자철), né le 27 février 1989 à Nonsan en Corée du Sud, est un footballeur international sud-coréen. Il évolue au poste de milieu offensif.

## Biographie

### En club
Né à Nonsan en Corée du Sud, Koo Ja-cheol commence sa carrière professionnelle avec le Jeju United. Le 5 mai 2007, il inscrit son premier but en professionnel lors d'une rencontre de championnat face au Ulsan Hyundai. Titulaire, il participe à la victoire de son équipe par deux buts à un.
Auréolé d'un titre de meilleur buteur avec sa sélection lors de la Coupe d'Asie des nations 2011, Koo Ja-cheol attire plusieurs clubs dont le VfL Wolfsburg, qui le recrute le 31 janvier 2011. Il signe un contrat de trois ans et demi, soit jusqu'en juin 2014.
Peu utilisé lors de sa première année à Wolfsburg, Koo Ja-cheol est prêté au FC Augsbourg le 31 janvier 2012, jusqu'à la fin de la saison.
En manque de temps de jeu au VfL Wolfsburg, où il voit notamment arriver Kevin De Bruyne à son poste, Koo Ja-cheol rejoint le 1.FSV Mayence 05 lors du mercato hivernal, le 18 janvier 2014. Il signe un contrat courant jusqu'en juin 2018.
Il marque son premier but pour Mayence le 1er février 2014, contre le SC Fribourg, en championnat. Il entre en jeu à la place de Yunus Mallı et participe à la victoire de son équipe par deux buts à zéro.
Le 31 août 2015, Koo Ja-cheol fait son retour au FC Augsbourg mais cette fois sur la base d'un transfert définitif. Il signe un contrat de deux ans, soit jusqu'en juin 2017, avec une option de prolongations. Il y retrouve notamment deux autres joueurs sud-coréens en la personne de Ji Dong-won et Hong Jeong-ho.
Le 2 août 2019, Koo Ja-cheol prend la direction du Qatar afin de s'engager en faveur d'Al-Gharafa SC.
Le 22 février 2022, Koo Ja-cheol fait son retour dans son pays natal en s'engageant avec le Jeju United.
Koo Ja-cheol met un terme à sa carrière professionnelle à l'issue de l'année 2024, à l'âge de 35 ans. Il officialise sa retraite début janvier 2025.

### En sélection
Koo Ja-cheol honore sa première sélection avec l'équipe nationale de Corée du Sud le 17 février 2008, contre la Chine. Il entre en jeu à la place de Yeom Ki-hun et son équipe s'impose par trois buts à deux.
Koo Ja-cheol est capitaine de l'équipe de Corée du Sud ayant terminé 3e des Jeux olympiques d'été de 2012.
Il est notamment capitaine de l'Équipe de Corée du Sud de football lors de la coupe du monde 2014.
Koo Ja-cheol annonce sa retraite internationale à l'issue de la Coupe d'Asie des nations 2019. Le joueur de 29 ans aura porté les couleurs de la Corée du Sud pendant onze ans avec un total de 76 matchs joués et 19 buts marqués.

## Palmarès

### En sélection nationale
- Troisième de la Coupe d'Asie 2011.
- Médaille de bronze aux Jeux olympiques d'été de 2012.

### En club
- Vice-champion de Corée du Sud en 2010

### Distinctions personnelles
- Meilleur buteur de la Coupe d'Asie 2011 (5 buts)

### Statistiques détaillées par saisons
| Saison    | Club           | Pays         | Championnat        | Coupes nationales | Coupes continentales | Sélection Corée du Sud |
| --------- | -------------- | ------------ | ------------------ | ----------------- | -------------------- | ---------------------- |
| 2007      | Jeju United FC | Corée du Sud | 16 matchs / 1 but  | 7 matchs          | -                    | -                      |
| 2008      | Jeju United FC | Corée du Sud | 18 matchs / 4 buts | 5 matchs          | -                    | 2 matchs               |
| 2009      | Jeju United FC | Corée du Sud | 28 matchs / 3 buts | 8 matchs / 4 buts | -                    | -                      |
| 2010      | Jeju United FC | Corée du Sud | 27 matchs / 5 buts | 6 matchs / 2 buts | -                    | 8 matchs / 2 buts      |
| 2010-2011 | VfL Wolfsburg  | Allemagne    | 10 matchs          | -                 | -                    | 7 matchs / 5 buts      |
| 2011-2012 | VfL Wolfsburg  | Allemagne    | 12 matchs          | -                 | -                    | 6 matchs / 1 but       |
| 2011-2012 | FC Augsburg    | Allemagne    | 15 matchs / 5 buts | -                 | -                    | 3 matchs / 1 but       |
| 2012-2013 | FC Augsburg    | Allemagne    | 21 matchs / 3 buts | 1 match           | -                    | 2 matchs               |